# Steve Hegg
Steve Hegg (n. 3 decembrie 1963, Dana Point⁠(d), California, SUA) este un ciclist american, medaliat olimpic. A participat la 2 ediții ale Jocurilor Olimpice (1984, 1996) în care a câștigat o medalie de aur.